# 구시우촌
구시우촌(櫛生村)은 에히메현 기타군에 설치된 촌이다. 